# Henry Joseph Thünemann
Henry Joseph Thünemann OSFS (* 22. Juli 1898 in Kalkputs; † 18. August 1965 in Pella (Nordkap)) war Bischof von Keimoes.

## Leben
Henry Joseph Thünemann trat der Ordensgemeinschaft der Oblaten des hl. Franz von Sales bei und empfing am 15. August 1922 die Priesterweihe.
Der Papst berief ihn am 9. Juli 1940 zum Apostolischen Vikar von Keimoes und Titularbischof von Adrasus. Die Bischofsweihe erfolgte am 3. Oktober desselben Jahres durch den Apostolischen Delegat in der Südafrikanischen Union Bernard Gijlswijk OP; Mitkonsekratoren waren Joseph Klemann OSFS, Apostolischer Vikar von Groß-Namaland, und Franziskus Xaver Hennemann SAC, Apostolischer Vikar von Kapstadt.
Pius XII. erhob am 11. Januar 1951 das Apostolische Vikariat zum Bistum und er wurde somit zum ersten Bischof von Keimoes ernannt. Johannes XXIII. ernannte ihn nach seinem Rücktritt als Diözesanbischof am 12. September 1962 zum Titularbischof von Corydala.